# C'est dur d'être un homme : Priez pour nous Tora-san
Série C'est dur d'être un homme
C'est dur d'être un homme : La Chanteuse
(1983) C'est dur d'être un homme : Marions-les
(1984)
Pour plus de détails, voir Fiche technique et Distribution.
C'est dur d'être un homme : Priez pour nous Tora-san (男はつらいよ 口笛を吹く寅次郎, Otoko wa tsurai yo: Kuchibue o fuku Torajirō) est un film japonais réalisé par Yōji Yamada et sorti en 1983. C'est le 32e film de la série C'est dur d'être un homme.

## Synopsis
Tora-san décide de se rendre au temple Rendaiji à Takahachi dans la préfecture d'Okayama afin de se recueillir sur la tombe du père de Hiroshi, le professeur Hyōichirō Suwa. Il y fait la connaissance de Yasumichi Ishibashi, le prêtre qui dirige ce temple ainsi que de sa fille Tomoko, une belle jeune femme divorcée et de son fils Kazumichi, un jeune homme qui rêve de devenir photographe au grand dam de son père qui souhaite qu'il prenne sa succession.

## Fiche technique
- Titre : C'est dur d'être un homme : Priez pour nous Tora-san[1]
- Titre original : 男はつらいよ 口笛を吹く寅次郎 (Otoko wa tsurai yo: Kuchibue o fuku Torajirō?)
- Réalisation : Yōji Yamada
- Scénario : Yōji Yamada et Yoshitaka Asama
- Photographie : Tetsuo Takaha (ja)
- Montage : Iwao Ishii (ja)
- Musique : Naozumi Yamamoto
- Décors : Mitsuo Degawa
- Producteur : Kiyoshi Shimazu et Shigehiro Nakagawa
- Société de production : Shōchiku
- Pays de production :  Japon
- Langue originale : japonais
- Format : couleur — 2,35:1 — 35 mm — son mono
- Genres : comédie dramatique ; romance
- Durée : 105 minutes[2] (métrage : huit bobines - 2 864 m[2])
- Dates de sortie :
  - Japon : 28 décembre 1983[2]

## Distribution
- Kiyoshi Atsumi : Torajirō Kuruma / Tora-san
- Chieko Baishō : Sakura Suwa, sa demi-sœur
- Masami Shimojō (ja) : Ryūzō Kuruma, son oncle
- Chieko Misaki (ja) : Tsune Kuruma, sa tante
- Gin Maeda (en) : Hiroshi Suwa, le mari de Sakura
- Hidetaka Yoshioka : Mitsuo Suwa, le fils de Sakura et de Hiroshi
- Keiko Takeshita : Tomoko Ishibashi
- Kiichi Nakai : Kazumichi Ishibashi, son jeune frère
- Tatsuo Matsumura : Yasumichi Ishibashi, le prêtre du temple Rendaiji à Takahashi, père de Tomoko et Kazumichi
- Keiroku Seki (ja) : le chauffeur de taxi
- Kaoru Sugita (ja) : Hiromi, la petite amie de Kazumichi
- Yasukiyo Umeno (ja) : Tsuyoshi Suwa, le frère ainé de Hiroshi
- Takanobu Hozumi (ja) : Osamu Suwa, le second frère de Hiroshi
- Masako Yagi (ja) : Nobuko, la sœur de Hiroshi
- Yōko Moriguchi (ja) : Eriko, la fille de Tsuyoshi Suwa
- Saburō Ishikura (ja) : le livreur de soba renversé
- Leonardo Kuma (ja) : le voyageur père d'une fillette / le faux Tora-san (rêve de Tora-san)
- Takejo Aki (ja) : sa nouvelle compagne
- Isamu Nagato (ja) : Osakaya
- Hisao Dazai (ja) : Umetarō Katsura, le voisin imprimeur
- Sayoko Makino (ja) : Yukari, la secrétaire du « président » Umetarō Katsura
- Gajirō Satō (ja) : Genko
- Chishū Ryū : Gozen-sama, le grand prêtre

## Autour du film
Au début du film, Tora-san se rend à Takahashi au temple Rendaiji pour se recueillir sur la tombe du père de Hiroshi Suwa. Le rôle du père de Hiroshi, le professeur Hyōichirō Suwa, est tenu dans la série C'est dur d'être un homme par l'acteur Takashi Shimura, il apparaît dans le premier film de la série, C'est dur d'être un homme en 1969, dans le 8e, Une vie simple en 1971 et dans le 22e, Elle court, elle court la rumeur en 1978. Takashi Shimura est mort l'année précédente celle de la sortie du film, le 11 février 1982.